# Santo André das Tojeiras
Santo André das Tojeiras ist eine Gemeinde (Freguesia) im portugiesischen Kreis Castelo Branco. In ihr leben 588 Einwohner (Stand 19. April 2021).